# 1781 у літературі

## Книги

### П'єси
- «Розбійники» — драма Фрідріха Шіллера.

### Нехудожні
- «Критика чистого розуму» — філософська праця Іммануїла Канта.
- «Життєпис найважливіших англійських поетів» (англ. «Lives of the Most Eminent English Poets») — праця Семюела Джонсона.
- «Історія занепаду та загибелі Римської імперії» (том II—III) — історична праця Едварда Гіббона.

## Народились
- 26 січня — Ахім фон Арнім, німецький письменник, представник гейдельберзького романтизму.
- 30 січня — Адельберт фон Шаміссо, німецький поет, натураліст і дослідник.
- 11 грудня — Девід Брюстер, шотландський фізик, автор біографії Ісаака Ньютона.

## Померли
- 15 лютого — Готгольд Ефраїм Лессінг, німецький драматург, теоретик мистецтва і літературний критик-просвітитель.
- 24 лютого — Едвард Кепел, англійський літературний критик.
- 1 березня — Жан-Батіст де Ла Кюрн де Сент-Пале, французький історик, філолог, лексикограф.